# Хайдук (Кула)
Футбольний клуб Хайдук Кула або просто Хайдук (серб. Фудбалски клуб Хајдук Кула) — професійний сербський футбольний клуб з міста Кула.

## Відомі гравці
Щоб потрапити до цього розділу гравець має відповідати принаймні одному з критеріїв, які наведені нижче:
- Зіграти у складі команди щонайменше 80 поєдинків.
- Під час свого перебування встановити індивідуальний рекорд або виграти індивідуальну нагороду.
- Протягом своєї кар'єри зіграти щонайменше один матч у складі національної збірної.

| - Александар Братич - Мирослав Човило - Фарук Хуйдурович - Александар Йованович - Нінослав Міленкович - Синіша Пеулич - Зоран Райович - Ференц Платтко - Йожеф Шаллер - Ненад Брнович - Філіп Касалиця - Саво Павічевич - Ніша Савелич - Зоран Вуксанович - Зоран Антич - Нікола Богич - Радош Булатович - Іван Чирка - Александар Давидов - Мілан Давидов | - Ранко Делич - Анджелко Джуричич - Дарко Фейса - Любомир Фейса - Желько Каранович - Деян Кекезович - Нікола Комазец - Ігор Козош - Нікола Мальбаша - Нікола Милоєвич - Драган Моїч - Деян Османович - Синіша Раданович - Деян Радженович - Йован Радивоєвич - Мірко Радулович - Урош Стаматович - Драган Стоїславлєвич - Джордже Томич |

## Відомі тренери
Нижче наведено список тренерів «Хайдука» (Кула):
| - Мілан Міланович - Величко Капланович (червень 2012– ?) - Золтан Сабо (грудень 2011–травень2012) - Петар Курчубич (вересень 2011–грудень 2011) - Небойша Вигнєвич (липень 2011–вересень 2011) - Драголюб Беквалац (вересень 2010–червень 2011) - Зденко Глумац (серпень 2010–вересень 2010) - Жарко Сольдо (грудень 2009–червень 2010) - Богдан Корак (липень 2009–грудень 2009) - Радмило Йованович (липень 2008–червень 2009) - Мирослав Вукашинович (листопад 2007–червень 2008) - Небойша Вучичевич - Борис Буняк - Милолюб Остоїч - Славенко Кузелєвич - Момчило Райчевич - Мирослав Вукашинович - Драголюб Беквалац - Нікола Ракоєвич - Желько Юрчич - Ненад Старовлах - Милорад Секулович - Мілан Среданович - Мілош Цетина - Жарко Булатович - Йоакім Виславський - Ілля Тоягич - Велиша Попович | - Лука Малешев - Джордже Йоваич - Міодраг Влашки - Божидар Колокович - Нікола Йосич - Джордже Белогрлич - Едо Плац - Градомир Багоєвац - Іван Савкович - Вілмош Гемері - Мірко Юхас - Стеван Пейчич - Йожеф Тремль - Слободан Анджелкович - Петар Руєр - Урош Чирич - Гойко Обрадов - Сава Прекаяц - Стеван Чирич - Сіма Шуваков - Пера Струклич - Янош Кататіч - Любомир Ранков - Геза Кнефелай - Ласло Егето - Ференц Платтко - Ото Кнезі - Йожеф Сеп |